# 法國航空1611號班機空難
法國航空1611號班機空難是法國航空一班的來回科西嘉島至尼斯定期航班，1968年9月11日，一架卡拉維爾客機於地中海撞毀，機上有95名乘客遇難 。